# Aleksandra Fedoriva-Spayer
Aleksandra Andreyevna Fedoriva-Spayer (en russe : Александра Андреевна Федорива), née le 13 septembre 1988 à Moscou, est une athlète russe spécialiste du sprint. Elle est la fille d'Andrey Fedoriv.

## Biographie
Spécialisée dans les courses de haies au début de sa carrière sportive, Aleksandra Fedoriva termine à la quatrième place du 100 m haies des Championnats du monde junior 2006 de Pékin avant de remporter l'année suivante la finale des Championnats d'Europe junior disputés à Hengelo, améliorant avec le temps de 13 s 12 le record de Russie junior du 100 m haies. Sélectionnée dans l'équipe de Russie lors des Jeux olympiques d'été de 2008, elle remporte la médaille d'or du relais 4 × 100 m aux côtés de Yevgeniya Polyakova, Yulia Gushchina et Yuliya Chermoshanskaya, devançant la Belgique et le Nigeria, et bénéficiant de la disqualification du relais jamaïcain. Engagée également en individuelle sur 200 m, Fedoriva quitte la compétition au stade des demi-finales après une 8e place en 23 s 22.
Vainqueur des Championnats d'Europe espoirs 2009, sur la distance du 200 m en 22 s 97, Aleksandra Fedoriva décroche son premier titre national en début de saison 2010, sur 60 m haies. Auteur d'un nouveau record personnel sur 200 m à 22 s 41 en juillet 2010 à Saransk, elle participe aux Championnats d'Europe 2010 de Barcelone et se classe troisième de la finale du 200 m en 22 s 44, derrière la Française Myriam Soumaré et l'Ukrainienne Elizaveta Bryzhina. 
Sélectionnée dans l'équipe d'Europe lors de la première édition de la Coupe continentale, à Split, la Russe remporte l'épreuve du 200 m en 22 s 86.
En 2017, elle s'essaie au saut en longueur et saute 6,23 m. En salle, elle a un record à 6,08 m, réalisé le 9 janvier 2018.

## Dopage
Le 24 mai 2016, Yuliya Chermoshanskaya et Aleksandra Fedoriva, coéquipières du relais 4 x 100 m lors des Jeux olympiques de Pékin en 2008, figurent sur la liste des 31 athlètes contrôlés positifs à la suite du reteste des échantillons où elles avaient remporté le titre olympique. Par conséquent, si l'échantillon B (qui sera testé en juin) s'avère positif, l'équipe sera disqualifiée et les quatre athlètes seront déchues de leur médaille.

## Palmarès
| Date | Compétition                       | Lieu      | Résultat | Épreuve     |
| ---- | --------------------------------- | --------- | -------- | ----------- |
| 2006 | Championnats du monde juniors     | Pékin     | 4e       | 100 m haies |
| 2007 | Championnats d'Europe juniors     | Hengelo   | 1re      | 100 m haies |
| 2008 | Jeux olympiques                   | Pékin     | DQ       | 4 × 100 m   |
| 2009 | Championnats d'Europe espoirs     | Kaunas    | 1re      | 200 m       |
| 2009 | Championnats du monde             | Berlin    | DQ       | 4 x 100 m   |
| 2010 | Championnats d'Europe             | Barcelone | 3e       | 200 m       |
| 2010 | Championnats d'Europe             | Barcelone | DQ       | 4 × 100 m   |
| 2010 | Coupe continentale                | Split     | 1re      | 200 m       |
| 2011 | Championnats d'Europe par équipes | Stockholm | 3e       | 100 m       |
| 2011 | Championnats d'Europe par équipes | Stockholm | 2e       | 4 × 100 m   |
| 2011 | Championnats du monde             | Daegu     | DQ       | 4 x 100 m   |
| 2012 | Championnats du monde en salle    | Istanbul  | 2e       | 400 m       |
| 2012 | Championnats du monde en salle    | Istanbul  | DQ       | 4 x 400 m   |

## Records
| Épreuve      | Épreuve     | Performance | Lieu         | Date             |
| ------------ | ----------- | ----------- | ------------ | ---------------- |
| En salle     | 60 m        | 7 s 24      | Moscou       | 1er février 2010 |
| En salle     | 60 m haies  | 7 s 91      | Moscou       | 26 février 2010  |
| En salle     | 200 m       | 23 s 48     | Moscou       | 14 février 2009  |
| En salle     | 400 m       | 51 s 18     | Moscou       | 23 février 2012  |
| En plein air | 100 m       | 11 s 28     | Daegu        | 28 août 2011     |
| En plein air | 100 m haies | 12 s 90     | Tcheliabinsk | 27 juin 2008     |
| En plein air | 200 m       | 22 s 19     | Tcheboksary  | 6 juillet 2012   |